# Gérard Benhamou
Gérard Benhamou (ur. 9 grudnia 1947 w Nancy) – francuski polityk i lekarz dentysta, od 1987 do 1989 poseł do Parlamentu Europejskiego II kadencji.

## Życiorys
Z wykształcenia antropolog i lekarz dentysta. Pracował jako chirurg stomatologiczny. Od 1991 wykładał na Université Paris-Dauphine. Zaangażował się w działalność Partii Radykalnej, współtworzącej Unię na rzecz Demokracji Francuskiej. W latach 1983–1995 był zastępcą mera Nancy odpowiedzialnym za sprawy kultury, a od 1988 radnym regionu Lotaryngia. Od września 1987 wykonywał mandat posła do Parlamentu Europejskiego (zastąpił Nicole Chouraqui). Przystąpił do Grupy Liberalnej, Demokratycznej i Reformatorskiej. Od 1994 zasiadał w Radzie Ekonomicznej i Społecznej, państwowym organie doradczym. W 2002 został wiceprzewodniczącym Union des républicains radicaux, partii początkowo powiązanej z Biegunem Republikańskim oraz Ruchem Obywatelskim i Republikańskim. Zajął się także działalnością jako konsultant polityczny i biznesowy.

## Odznaczenia
Kawaler Orderu Sztuki i Literatury.